# Envenenamiento masivo de Irkutsk de 2016

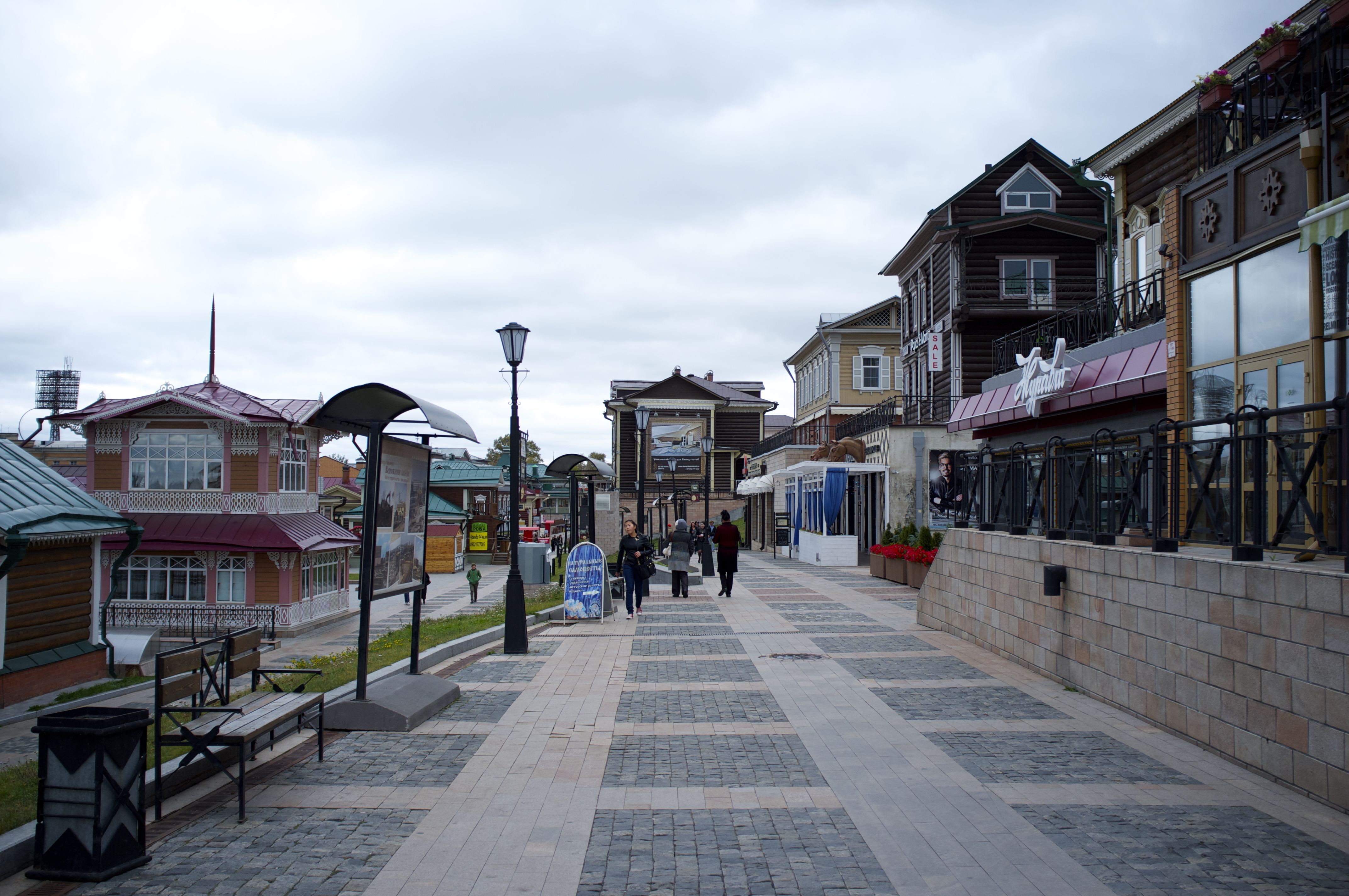
Irkutsk

En diciembre de 2016, 74 personas murieron en un envenenamiento masivo en Irkutsk, una de las ciudades más grandes de Siberia, Rusia. El envenenamiento se precipitó bebiendo «alcohol sustituto» falsificado – en realidad una loción de baño perfumada que fue catalogada erróneamente como conteniendo etanol cuando en realidad contenía metanol.

## Causas
La loción de baño fue comprada como una bebida debido a su bajo precio en medio de condiciones económicas extremas; aunque las botellas son típicamente la mitad del tamaño del vodka tradicional, su contenido de alcohol puede ser dos veces más alto o más. El alcohol sustituto como la loción también está disponible en cualquier momento de la noche, gracias a máquinas expendedoras. Estas compras han ido en aumento en los últimos años, ya que la economía de Rusia ha sufrido por el bajo precio del petróleo y las sanciones internacionales puestas en marcha durante la crisis ucraniana. El vice primer ministro ruso señaló antes de este incidente que tal alcohol no tradicional representaba el 20 % del total de alcohol consumido en el país. Como tal, las intoxicaciones con alcohol en el país no son infrecuentes, pero el número de muertos en este incidente llevó a Associated Press a llamarla «sin precedentes en su escala».
La loción se mezcló con metanol (alcohol metílico, alcohol de madera, CH3OH), un alcohol simple que es venenoso para el sistema nervioso central y otras partes del cuerpo. El metanol es más barato que el alcohol que se encuentra en el vodka y otras bebidas alcohólicas, etanol (alcohol etílico, alcohol de grano, CH3CH2OH). Los dos alcoholes son similares en muchos aspectos y no pueden distinguirse fácilmente. El contenido difería de las etiquetas de las botellas, lo que indicaba que contenían alcohol etílico—específicamente, «93 % de alcohol etílico, extracto de espino blanco, aceite de limón, dietilftalato y glicerol». Según los primeros informes, un total de 57 personas fueron hospitalizadas, con 49 muertos. Las víctimas fueron descritas como residentes pobres del barrio de Novo-Lenino en Irkutsk, todos entre las edades de 35 y 50. Los informes subsecuentes aumentaron el número afectado a 107, con 62 muertes, más tarde a 77, y finalmente a 74. Los otros tres bebieron demasiado alcohol etílico.

## Consecuencias
Varias personas involucradas en la producción de la loción han sido arrestadas por las autoridades rusas, y unos 500 litros de loción falsa restante fueron incautados de la instalación subterránea donde se había producido. Un alto funcionario de la región mayor de Siberia fue acusado de negligencia.
Después del incidente, un portavoz del presidente de Rusia, Vladímir Putin, lo calificó de «terrible tragedia». Dmitri Medvédev, el primer ministro de Rusia, pidió una prohibición de los líquidos alcohólicos no tradicionales como la loción de baño, afirmando que «es una indignación, y tenemos que poner fin a esto». El 21 de diciembre de 2016, la agencia de noticias rusa Interfax informó que Putin planeaba reducir los impuestos sobre el alcohol en un esfuerzo para frenar el uso de sustitutos de alcohol inseguros, exigiendo a los funcionarios presentar un plan para el 31 de marzo de 2017. Cuatro expertos de la Escuela Superior de Economía de Moscú criticaron el plan; sosteniendo que el alcohol más barato llevará a niveles más altos de alcoholismo y la mortalidad relacionada con el alcohol. El 22 de diciembre, Putin anunció que la reglamentación sobre los productos con más del 25 % de alcohol sería más estricta. Putin también puso en marcha un proceso para endurecer las regulaciones sobre los líquidos que podrían utilizarse como alcohol sustituto, y aumentar los castigos para aquellos que rompen las leyes de fabricación y distribución relacionadas con ellos.